# Wywiad (Prezes Kuli Ziemskiej)
Wywiad (Prezes Kuli Ziemskiej) – drugi singel z albumu Krzysztofa "K.A.S.Y." Kasowskiego pt. Prezes Kuli Ziemskiej. Zawiera trzy utwory: Wstęp, Wywiad i Kiedy masz. Do utworu Wywiad powstał teledysk.

## Lista utworów
Opracowano na podstawie materiału źródłowego.
1. Wstęp – 0:08
2. Wywiad – 3:46
3. Kiedy masz – 3:22

Łączny czas: 7:16

## Twórcy
- Krzysztof Kasowski – śpiew, muzyka, tekst i aranżacje
- Mieczysław Felecki – inżynier, realizacja i aranżacje
- Jacek Gawłowski – mastering
- Izabela Janicka-Jończyk – wokal wspierający
- Goldfinger Ltd. – projekt okładki